# Norman Cota
Norman Daniel "Dutch" Cota, Sr. (30. maj 1893 – 4. oktober 1971) var en amerikansk general under 2. Verdenskrig. Cota var stærkt involveret i planlægningen og gennemførelsen af invasionen i Normandiet på D-dag (Operation Neptune) og det efterfølgende slag om Normandiet.

## Tidlige år
Cota blev født i Chelsea, Massachusetts som søn af George William Cota, en tidligere jernbanetelegrafist (senere lokalkøbmand) og Jessie H. Mason, en lokal skolelærer fra New England. Hans familie stammede fra Kroatien. Mens han arbejdede i sin fars forretning i Chelsea fik han tilnavnet "Dutch" af sine venner i kliken på Chelsea Square. Dette tilnavn klæbede til ham resten af livet.
I efteråret 1910 gik han først på Worcester Academy. I juni 1913 blev han optaget på West Point, hvorfra han tog eksamen i 1917.

## Militær karriere
Han blev udnævnt til sekondløjtnant i infanteriet, og senere vendte han tilbage til West Point som instruktør (1918-20). Han gjorde tjeneste på Hawaii (1924-1928) og tog eksamen fra Command and General Staff School på Fort Benning, Georgia, i 1931. Han var instruktør på infanteriskolen (1932-1933) og tog eksamen på Army War College i 1936.
Han var instruktør på Command and General Staff School (juli 1938 – november 1940).

## 2. verdenskrig
Ved 2. Verdenskrigs udbrud var han efterretningsofficer (G-2) og derpå planlægnings- og træningsofficer (G-3) i 1. infanteridivision, hvor han gjorde tjeneste fra marts 1941 til juni 1942. I juni blev han forfremmet til stabschef for divisionen, en post han udfyldte indtil februar 1943. I februar 1943, lige efter hans medvirken og succes under invasionen i Nordafrika (Operation Torch) under kommando af generalmajor Terry de la Mesa Allen, Sr., foreslog han udarbejdelse af en rapport om en angrebsdivision i det, der skulle blive en del af Operation Husky, den allierede invasion af Sicilien. Da han havde det lederskab, der skulle bruges i denne forbindelse, blev han forfremmet til brigadegeneral og hurtigt sendt til Storbritannien, hvor han fungerede som USA's rådgiver for Combined Operations-divisionen i det europæiske indsatsområde. Som rådgiver hjalp han til med at observere og overvåge træningen i landgangsoperationer.

## Forberedelsen til invasionen i Frankrig
Som en vigtig rådgiver ved Operation Overlord blev han udnævnt til assisterende chef for 29. infanteridivision, som skulle landsættes på Omaha Beach på D-dag. Under planlægningen af landsætningen var han modstander af landsætning i dagslys, da han mente, at en landsætning før daggry ville have en bedre chance for succes. Han fik ikke sin vilje.
Cota var ikke alene om at være modstander af landsætninger i dagslys. General Leonard T. Gerow, chefen for 5. korps og admiral John L. Hall, Jr., lederen af amfibiestyrke "O" (flådestyrken som skulle landsætte den amerikanske 1. infanteridivision på kysten), kæmpede begge for at ændre planen for Operation Overlord, så angrebet kom til at foregå om natten. Tiden var imidlertid ved at løbe ud, og på trods af deres forslag havde overkommandoen ikke store muligheder for at ændre på tidspunktet.
Et år inden invasionen ved konferencen om landgangsoperationer talte Cota for at stræbe efter at opnå taktisk overraskelse:
. . . Det er anerkendt, at det vil være umuligt opnå strategisk overraskelse. Taktisk overaskelse er imidlertid noget andet ... taktisk overraskelse er en af de stærkeste årsager til succes. Jeg er derfor tilhænger af landgang om natten. Jeg tror ikke, at et angreb i dagslys kan lykkes.
Imidlertid konkluderede de øverste chefer, at flådens og luftvåbenets bombardement effektivt ville neutralisere (mindst) eller udrydde (i bedste fald) den fjendtlige modstand. Denne tiltro til teknologi frem for manøvre og overraskelse var karakteristisk for den amerikanske tilgang til amfibieoperationer. I modsætning hertil havde briterne historisk satset på overraskelse og angreb i flanken. Planen for Omaha drejede sig grundlæggende om at kaste infanteri direkte ind i et angreb mod en forberedt fjendtlig stilling – en stilling, som var understøttet af strandens konkave form (hvilket i praksis gjorde det nemt at udsætte amerikanerne for krydsild), af naturlige og etablerede forhindringer, af dårligt vejr og andre faktorer. Antagelsen var i praksis, at amerikansk teknologi ville overflødiggøre behovet for overraskelse.
De fleste D-dags chefer forsikrede deres mænd om, at tyskerne ville blive tilintetgjort af de allieredes beskydning før invasionen, og at forsvarerne i alle tilfælde var i undertal, uerfarne og demoraliserede. Alle disse antagelser var oprørende forkerte. Om eftermiddagen den 5. juni gav Cota en af de de få præcise vurderinger til soldaterne i 29. infanteridivision:
. . . De små afvigelser, som vi forsøgte at rette [i amfibietræningscentret] vil blive forstørret og vil give plads til hændelser, som De måske i første omfang anser for at være kaotiske. Luft- og flådebombardementet og artilleristøtten har vi fået lovning på, men I vil opleve forvirring. Landgangsbådene kommer ikke ind til tiden, og folk vil blive landsat på forkerte steder. Nogle kommer slet ikke i land. Fjenden vil [i et vist omfang forhindre] at vi opnår et "fodfæste". Men vi må improvisere, fortsætte og ikke tabe hovedet.
Mens Cota havde et meget mindre fortrøstningsfuldt syn på planen end de øverste chefer, undervurderede selv han omfanget af den næsten-katastrofe, som ventede 5. Korps (under kommando af general Gerow og bestående af 29. infanteri division og den berømte "Big Red One", 1. infanteridivision på Omaha Beach og 4. infanteri division på Utah Beach.

## Omaha Beach
Cota landede med en del af 116. infanteriregiment fra 29. division i 2. invasionsbølge, ca. en time efter klokken H på den del af Omaha, som havde kodenavnet Dog White. Hans landgangsbåd, (en LCVP) var under kraftig maskingeværbeskydning foruden morter- og kanonild. Tre soldater, herunder formentlig en officer) blev dræbt straks ved landgangen.
Cota var en af de højest rangerende officerer på stranden den dag. Han er berømt for personligt at have styret angrebet, motiveret de chokerede soldater til at gå i aktion og åbne en af de første afkørsler for køretøjer fra stranden. To berømte citater tilskrives ham i denne forbindelse.
- Ved et møde med Max Schneider, lederen af 5. Ranger bataljon, spurgte Cota: "Hvilket enhed er dette?" Nogen svarede: "5. Rangers!". Hertil svarede Cota: "Nå, for fanden da, Rangers, før an!”. "Rangers lead the way" blev mottoet for Rangers.

- Han citeres også for at sige til sine tropper: "Mine herrer, vi bliver dræbt på strandene. Lad os gå ind i landet og blive dræbt." Interessant nok har Cota i filmen "Den Længste Dag", som netop handler om invasionen på D-dag, fået tildelt en replik, som så vidt vides blev udtalt af oberst George A. Taylor: "Der er kun to slags mennesker, som bliver på denne strand: De, som allerede er døde, og de som skal dø. Se så at få lettet røven. I er de kæmpende 29."

## Befrielsen af Paris
Da kysten i Normandiet endelig var sikret begyndte de allierede at rykke ind i landet. Norman Cota fik kommandoen over 28. infanteridivision. På dette tidspunkt var de fleste amerikanske enheder, bortset fra 28. infanteridivision i aktion. Mens de ventede på deres ordrer, fik Cota og 28. division i sidste øjeblik ordre til at marchere til Paris og repræsentere den amerikanske hær ved festligholdelsen af befrielsen af denne by. Det var et stort øjeblik for ham og for divisionen. Senere samme år, mens han var i felten, blev han forfremmet til generalmajor.

## Hürtgenskoven
Som chef for 28. infanteridivision var generalmajor Cota involveret i Slaget om Hürtgenskoven. General Cotas 28. "Pennsylvania's Bloody Bucket" division led store tab. Han og hans mænd gjorde alt for at bremse de tyske angreb. I løbet af dette slag er der dokumentation for, at general Cotas søn, flyveren oberstløjtnant Norman Cota, Jr., havde skaffet støtte fra hærens luftkorps` rekognosceringsenheder på vegne af sin fars pressede og belejrede division.

## Krigsret og henrettelse af Slovik
Han gennemså og godkendte dødsdommen, som en krigsret fældede over Eddie Slovik, den eneste amerikanske soldat, som er blevet henrettet for desertering siden den Amerikanske borgerkrig. Cota siges at have godkendt dommen på grund af, at han var rystet over Sloviks åbne indrømmelse af forholdet.

## Efter krigen
Cota fik Distinguished Service Cross for sin heroisme på Omaha Beach. I 2004 rejste der sig en bevægelse for at få hæren til at revurdere en opgradering af Cotas udmærkelse til nationens højeste udmærkelse for tapperhed, Medal of Honor.
General Cota og hans øverste chef, Dwight D. Eisenhower kendte hinanden fra tiden på West Point, hvor de spillede football. De forblev gode venner.
Cota trak sig tilbage fra hæren i 1946 med rang af generalmajor. Han døde i Wichita, Kansas, den 4. oktober 1971 og ligger begravet på kirkegården ved West Point i New York.

## Ægteskab
Han bejlede til og giftede sig første gang i 1919 med Constance Martha Alexander i New York. Hun var en forfatter-lærer og en fjern slægtning af Eleanore Butler Alexander, Theodore Roosevelt, Jr.'s ægtefælle.
Både Cota og Roosevelt var også fjerne slægtninge og havde forbindelse under 2. Verdenkrig. Han giftede sig igen omkring 1964 med Alice Weeks-McCutcheon.

## Portrættering
Personen General Cota bliver spillet af skuespilleren Robert Mitchum i filmen Den Længste Dag. Mitchum udtaler den berømte sidste replik i filmen, hvor Zanuck lader Cota give en ung soldat, som kommer kørende i en jeep ordren: "kør mig op ad den bakke, sønneke."
Skuespilleren Robert Ryan, som spillede med i filmen "Den Længste Dag", vendte tilbage i filmen "Panserslaget ved Ardennerne", hvor Cota optrådte under det fiktive navn "general Grey".
I filmen "Saving Private Ryan", hvor han ikke direkte omtales, portrætteres han fejlagtigt af skuespilleren Ted Danson, da han (Cota) optræder for sit kompagni under et tysk snigskytteangreb, hvor han giver dem råd og anvisninger. Denne scene blev 'lånt' fra bogen "Citizen Soldier" af Stephen Ambrose, som fungerer som konsulent på filmen.

## Medal of Honor-overvejelser
Selv om han ofte blev indstillet til medaljer i løbet af sin karriere i hæren, især for hans heroiske indsats på "Omaha Beach" i løbet af D-dag, fik han ikke Medal of Honor. I tidens løb har mange historikere og veteraner fra 2. verdenskrig ment, at det var en fejl.
For nylig blev der indleveret en petition på vegne af en række veteraner og venner til den amerikanske hær om at genoverveje at give ham den højeste hæder. For nærværende er petitionen under overvejelse.

## Eksterne kilder
- Operation Husky, Devers, Jacob: Papers, 1939-1949 http://eisenhower.archives.gov/Research/Subject_Guides/Subject_Guides.html Arkiveret 25. august 2009 hos  Wayback Machine
- Norman D. Cotas papirer, Dwight D. Eisenhower Presidential Library Arkiveret 29. september 2012 hos  Wayback Machine